# Brotheas overali
Espèce
Brotheas overali est une espèce de scorpions de la famille des Chactidae.

## Distribution
Cette espèce est endémique du Pará au Brésil. Elle se rencontre vers Anajás.

## Description
Brotheas overali mesure de 58 à 65 mm.

## Étymologie
Cette espèce est nommée en l'honneur de William Leslie Overal.

## Publication originale
- Lourenço, 1988 : Sinopse da fauna escorpionica do Estado do Pará, especialmente as regioes de Carajas, Tucurui, Belem e Trombetas. Boletim do Museu Paraense Emilio Goeldi Serie Zoologia, vol. 4, no 2, p. 155-173.